# Кандатхил, Августин
Августин Кандатхил (англ. Augustine Kandathil, малаял. കണ്ടത്തില്‍ ആഗുസ്തീനോസ്; 25 августа 1874, Чемпу, округ Коттаям, Траванкор — 10 января 1956, Эрнакулам, Индия) — индийский прелат, глава Сиро-малабарской католической церкви. Титулярный епископ Арада и коадъютор апостольского викария Эрнакулама с 29 августа 1911 по 9 декабря 1919. Апостольский викарий Эрнакулама с 9 декабря 1919 по 21 декабря 1923. Архиепископ Эрнакулам-Ангамали с 21 декабря 1923 по 10 января 1956.

## Источник
- Отец Джордж Талиан: `The Great Archbishop Augustine W. Kandathil, D. D.: the Outline of a Vocation'., Bp. Louis Memorial Press, 1961.
- Abp. Augustine Kandathil:  `Statement. on the Poem Shreeyeshu vijayam by Kattakayam Cherian Mappillai, 1926.